# Велятичі
Велятичі (біл. вёска Вяляцічы) — село в складі Борисовського району Мінської області, Білорусь. Село є адміністративним центром Велятичівській сільській раді, розташоване в північно-східній частині області.

## Відомі уродженці
- Герке Петро Якович (1904—1985) — білоруський та латвійський радянський гістолог і ембріолог.